# Časy
Časy (deutsch Czas, 1939–45 Tschas) ist eine Gemeinde in Tschechien. Sie liegt vier Kilometer östlich von Sezemice und gehört zum Okres Pardubice.

## Geographie

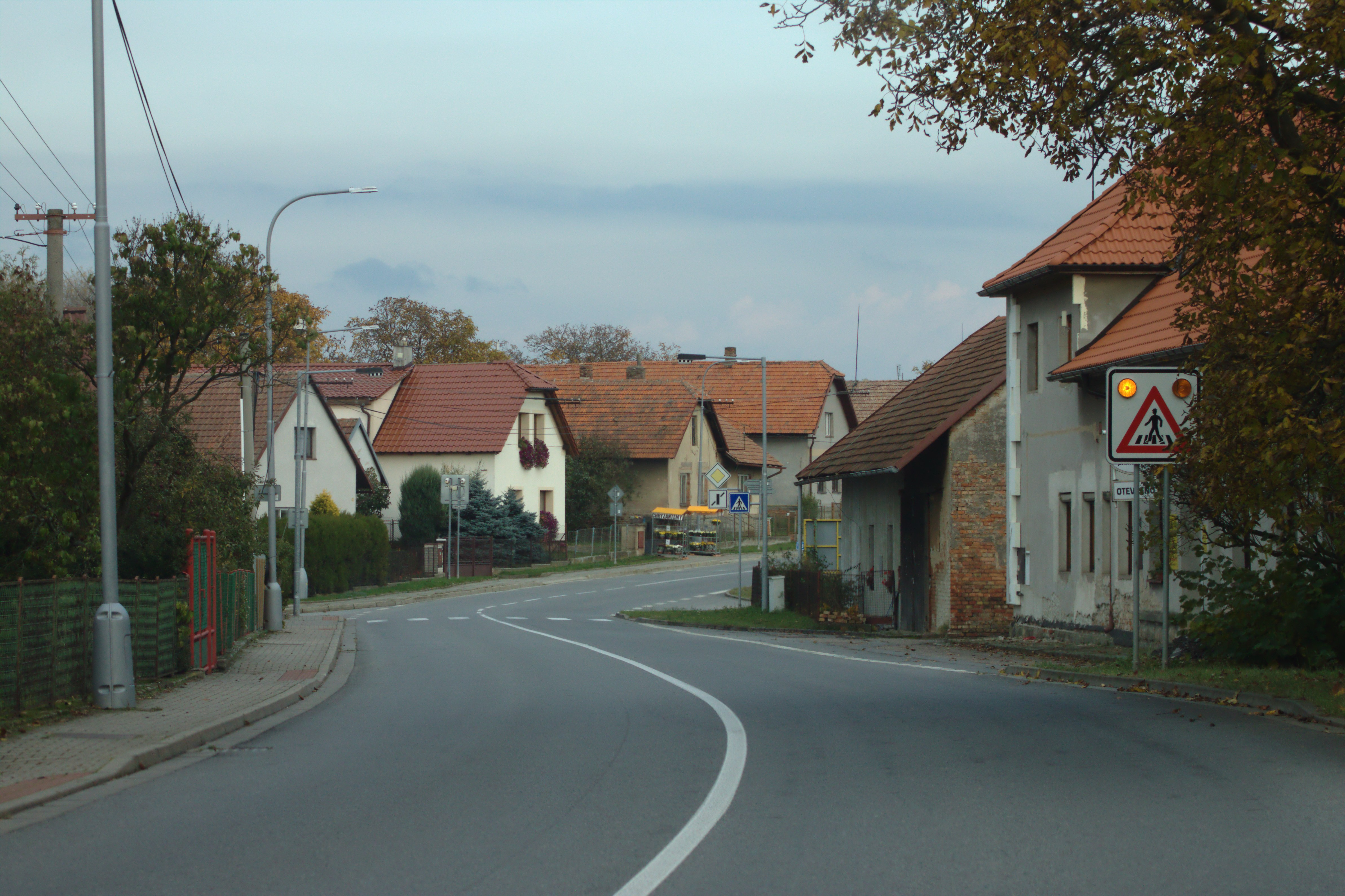
Hauptstraße

Časy befindet sich in der Pardubická kotlina (Pardubitzer Becken) auf einem Riedel zwischen den Tälern der Zadní Lodrantka und des Ředický potok. Durch den Ort führt die Staatsstraße I/36 zwischen Sezemice und Holice. Im Südosten erhebt sich der Hořánek (265 m n.m.). Nordwestlich liegt der Teich Labská.
Nachbarorte sind Rokytno im Norden, Dolní Ředice im Nordosten, Horní Ředice, Podhráz  und Holice im Osten, Roveňsko und Komárov im Südosten, Babín, Velkolánské und Lány u Dašic im Süden, Velké Koloděje und Kladina im Südwesten, Sezemice und Labská im Westen sowie Lukovna und Choteč im Nordwesten.

## Geschichte
Archäologische Funde belegen eine Besiedlung der Gegend seit der Jungsteinzeit.
Ein Teil des Dorfes gehörte ursprünglich zum Besitz der 1421 zerstörten Zisterzienserinnenabtei Sezemice. Die erste schriftliche Erwähnung von Časy erfolgte im Jahre 1494 als Wilhelm von Pernstein den ehemals klösterlichen Anteil erwarb und seinen vereinigten Herrschaften Pardubitz und Kunburg zuschlug. In der Umgebung des Dorfes ließ er die Teiche Markvart und Labská anlegen. Wilhelm von Pernstein vererbte seine böhmischen Güter 1521 seinem jüngeren Sohn Vojtěch, nach dessen Tod fielen sie 1534 seinem Bruder Johann zu. Dieser hinterließ 1548 seinem Sohn Jaroslav hohe Schulden. 
Besitzer des anderen Teils waren in der Mitte des 16. Jahrhunderts die Vladiken Slepotický von Sulice. Markvart Slepotický von Sulice erhielt 1548 bei der Teilung des väterlichen Erbes die Güter Bezděkov, Vejvanovice, Časy, Dvakačovice, Choteč und Třtí. 1551 verkaufte Markvart Slepotický seine Anteile von Časy und Choteč an Jaroslav von Pernstein. Am 21. März 1560 veräußerte Jaroslav von Pernstein die gesamte Herrschaft Pardubitz an König Ferdinand I. Dessen Nachfolger Maximilian II. übertrug die Verwaltung der königlichen Herrschaften der Hofkammer.
Im Jahre 1835 bestand das im Chrudimer Kreis gelegene Dorf Čas bzw. Časý aus 22 Häusern, in denen 187 Personen lebten. Pfarrort war Sezemitz.  Bis zur Mitte des 19. Jahrhunderts blieb Čas der k.k. Kameralherrschaft Pardubitz untertänig.
Nach der Aufhebung der Patrimonialherrschaften bildete Časy ab 1849 einen Ortsteil der Gemeinde Koloděje im Gerichtsbezirk Pardubitz. Ab 1868 gehörte das Dorf zum politischen Bezirk Pardubitz. 1869 hatte Časy 192 Einwohner und bestand aus 27 Häusern. 1873 löste sich Časy von Koloděje los und bildete eine eigene Gemeinde. Im Jahre 1900 lebten in dem Dorf 237 Menschen, 1910 waren es 274. 1930 hatte Časy 327 Einwohner. Im Jahre 1949 wurde Časy dem Okres Holice zugeordnet. Seit 1960 gehört die Gemeinde wieder zum Okres Pardubice. 1961 erfolgte die Eingemeindung nach Choteč. Seit dem 24. November 1990 besteht die Gemeinde Časy wieder. Beim Zensus von 2001 lebten in den 59 Häusern von Časy 182 Personen.

## Gemeindegliederung
Für die Gemeinde Časy sind keine Ortsteile ausgewiesen.

## Sehenswürdigkeiten

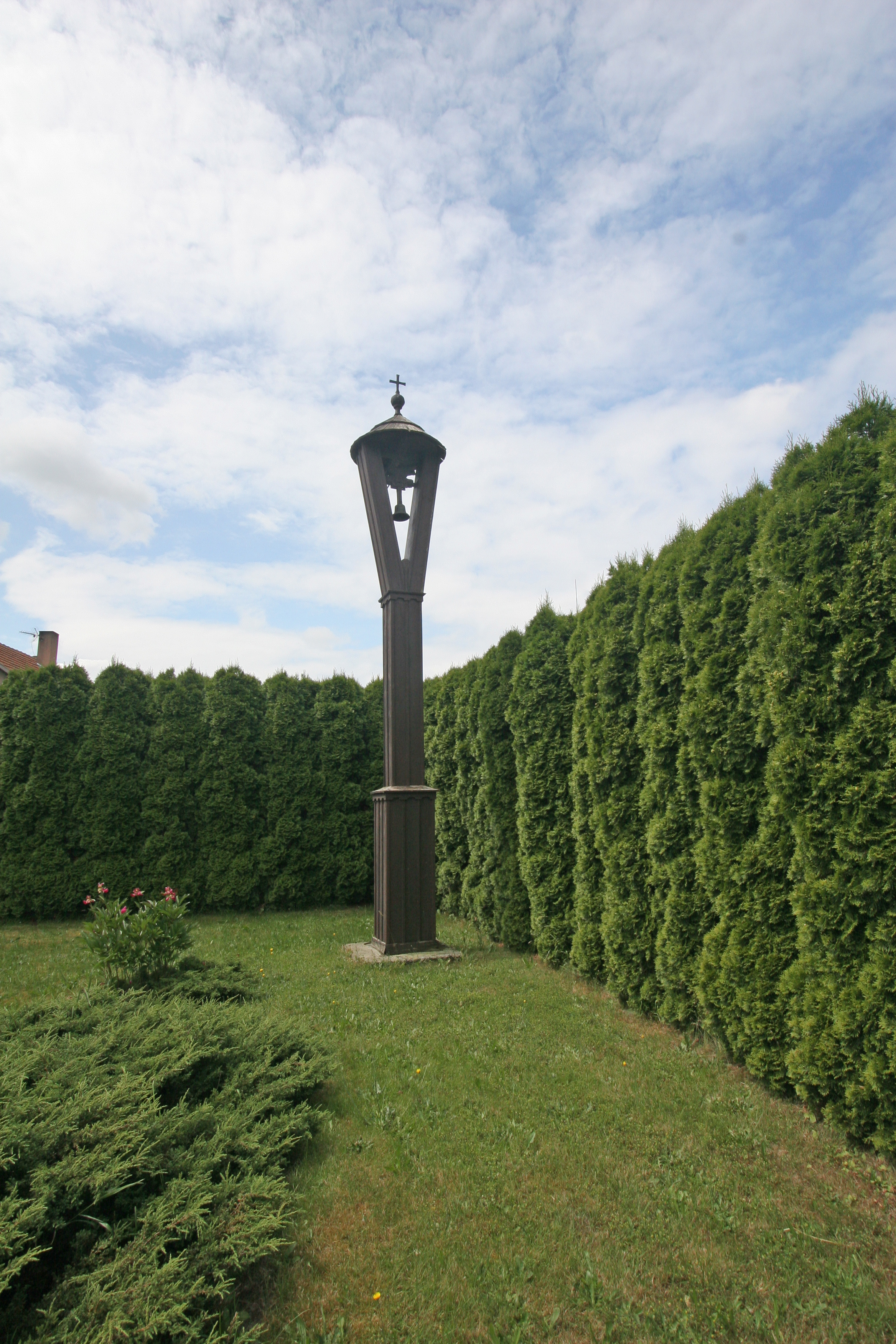
Glockenbaum

- Glockenbaum, errichtet in der Mitte des 18. Jahrhunderts
- Gusseisernes Kreuz auf dem Dorfplatz
- Gedenkstein für die Gefallenen des Ersten Weltkrieges